# Гърлица
Гърлица (Limonium) е род от около 600 вида цъфтящи растения, част от семейство Саркофаеви (Plumbaginaceae). 

## Етимология
Родовото име произхожда от латинското līmōnion, използвано от Плиний като название за диво растение, и на свой ред произлицащо от древногръцкото leimon (на старогръцки: λειμών) – „ливада“.

## Разпространение
Родът има субкосмополитно разпространение в Европа, Азия, Африка, Северна Америка и Австралия. Досега най-голямото разнообразие (над 100 вида) има в областта, простираща се от Канарските острови на изток през средиземноморския регион до Централна Азия; за сравнение, Северна Америка има само три местни вида гърлици.

## Описание
Гърлиците обикновено растат като тревисти многогодишни растения с височина 10 – 70 cm от коренището. Няколко вида (главно от Канарските острови) са дървовидни храсти с височина до 2 метра. Много видове виреят в солени почви, съответно са често срещани в близост до бреговете и в солените блата, а също и на солени, гипсови и алкални почви във вътрешността на континента.
Листата са прости, целокрайни до делчести, с дължина между 1 и 30 cm и ширина между 0,5 и 10 cm. Повечето листа образуват гъста базална розетка, а цъфтящите стъбла имат само малки кафяви люспести листа (прицветници). Цветовете се оформят произвеждат върху разклонена метлица, отделните цветчета са малки (с дължина от 4 до 10 mm) с петделни чашелистче и венчлистче и пет тичинки; цветът на цветята е розов или виолетов до лилав при повечето видове, бял или жълт при някои. Много от видовете са апомиктични. Плодът е малка капсула, съдържаща едно семе, частично затворено от чашелистчето.

## Характеристики
Няколко вида са популярни градински цветя, които се отглеждат както заради цветовете, така и заради външния вид на чашката, която остава върху растението след окапването на истинските цветове. Заради това тези видове са известни и като „сухи цветя“.

## Видове
В рода има около 600 вида, много от тях местни ендемични видове с  ограничен ареал.
- Limonium aragonense (Монегрос, ендемичен)
- Limonium arboreum (Тенерифе, ендемичен, син. Statice arborea;)
- Limonium aureum (Централна Азия: Сибир, Монголия, северозападен Китай)
- Limonium auriculaeursifolium (югозападна Европа, северозападна Африка)
- Limonium australe (Австралия)
- Limonium bellidifolium (Европа, югозападна Азия)
- Limonium bicolor (Монголия, северозападен Китай)
- Limonium binervosum (западна Европа)
- Limonium bourgaei (Лансароте, ендемичен)
- Limonium brassicifolium (Канарски острови, син. Statice brassicifolia)
- Limonium braunii (Кабо Верде)
- Limonium brunneri (Кабо Верде)
- Limonium cesium (западно Средиземноморие)
- Limonium californicum (западна Северна Америка, от щата Орегон до Долна Калифорния)
- Limonium callianthum (западен Китай: Синдзян)

- Limonium cancelatum (източната част на крайбрежието на Хърватия)
- Limonium carolinianum (източна Северна Америка, Нюфаундленд до Бермуда, Флорида и Тамаулипас; син. L. angustatum, L. nashii)
- Limonium caspium (от централна Европа до централна Азия)
- Limonium chrysocomum (централна Азия)
- Limonium confusum (западно Средиземноморие)
- Limonium congestum (централна Азия)
- Limonium coralloides (централна Азия)
- Limonium cordatum (централно Средиземноморие)
- Limonium cosyrense (източно Средиземноморие)
- Limonium delicatulum (западно Средиземноморие)
- Limonium dichroanthum (централна Азия)
- Limonium dielsianum (западен Китай: Гансу, Цинхай)
- Limonium dregeanum (Южна Африка)
- Limonium echioides (Средиземноморие)
- Limonium emarginatum (южната част на Пиренейския полуостров, северно Мароко)
- Limonium ferulaceum (западно Средиземноморие)
- Limonium flexuosum (Централна Азия)
- Limonium franchetii (източния бряг на Китай)
- Limonium fruticans (Тенерифе, ендемичен)
- Limonium gmelinii (източна Европа, северна Азидя, Сибир)
- Limonium gougetianum (западно Средиземноморие)
- Limonium humile (северозападна Европа)
- Limonium imbricatum (Тенерифе, ендемичен)
- Limonium insigne (югоизточна Испания, ендемичен)
- Limonium jovibarba (Кабо Верде)
- Limonium kaschgaricum (Централна Азия)
- Limonium iranicum (Иран)
- Limonium lacostei (западен Китай, Тибет, Кашмир)
- Limonium leptolobum (Централна Азия)
- Limonium leptostachyum (Централна Азия)
- Limonium lilacinum (централна Турция, ендемичен)
- Limonium limbatum (вътрешните югозападни части на САЩ)
- Limonium lobinii (Кабо Верде)
- Limonium macrophyllum (Тенерифе)

- Limonium macropterum (Канарски острови)
- Limonium macrorhabdos (Ладакх)
- Limonium melitensis (Малта)
- Limonium minutum (Югоизточна Франция, ендемичен)
- Limonium mouretii (Мароко)
- Limonium multiflorum (западна Португалия, ендемичен)
- Limonium myrianthum (Централна Азия)
- Limonium narbonense (Южна Европа, Северна Африка, Югозападна Азия)
- Limonium nashii (Северна Америка)
- Limonium ornatum (Мароко)
- Limonium otolepis (югозападна и централна Азия)
- Limonium paradoxum (Великобритания и Ирландия, ендемичен)
- Limonium paulayanum (Йемен, ендемичен)
- Limonium pectinatum (Канарски острови)
- Limonium peregrinum (Южна Африка)
- Limonium perezii (Канарски острови)
- Limonium platyphyllum (централна и югоизточна Европа)
- Limonium potaninii (Западен Китай: Съчуан, Цинхай, Гансу)
- Limonium preauxii (Канарски острови)
- Limonium puberulum (Канарски острови)
- Limonium ramosissimum (Средиземноморие)
- Limonium reniforme (Иран)
- Limonium rezniczenkoanum (Централна Азия)
- Limonium sibthorpianum (Средиземноморие: Сицилия в Италия)
- Limonium scabrum (Южна Африка)
- Limonium sieberi (източно Средиземноморие)
- Limonium sinense (източното крайбрежие на Азия: Китай, островите Рюкю, Виетнам)
- Limonium sinuatum (Средиземноморие)
- Limonium sokotranum (Йемен, ендемичен)
- Limonium solanderi (Австралия)
- Limonium spathulatum (Средиземноморие)
- Limonium spectabile (Канарски острови)
- Limonium strictissimum (Средиземноморие: Франция, Италия)
- Limonium suffruticosum (Запдна и Централна Азия)
- Limonium tenellum (Монголия, северозападен Китай)
- Limonium tetragonum (източна Азия до Нова Каледония)
- Limonium thouinii (Средиземноморие)
- Limonium tomentellum (Черноморие)
- Limonium virgatum (западно Средиземноморие)
- Limonium vulgare (западна Европа, северозападна Африка)
- Limonium wrightii (Япония, Тайван)
- Limonium zeraphae (Малта)
- Limonium calabrum (Италия)

Някои видове, включени преди в род Гърлици, напр. L. tataricum, сега са прехвърлени в самостоятелен род Змийска трева.

## Галерия
- L. sinuatum
- L. cancellatum
- L. scabrum
- L. macrophyllum